# Euacasta sporillus
Euacasta sporillus is een zeepokkensoort uit de familie van de Archaeobalanidae.